# Día Internacional de los Pueblos Indígenas
El Día Internacional de las Poblaciones Indígenas es una jornada que se celebra anualmente el 25 de agosto desde 2012, reconocido en 1994 por la Asamblea General de las Naciones Unidas (AGNU).

## Proclamación
El Día Internacional de las Poblaciones Indígenas fue proclamado por la AGNU el 23 de diciembre de 1994, durante el Decenio Internacional de las Poblaciones Indígenas del Mundo. El objetivo de esta proclamación es reconocer y conmemorar el avance significativo en la promoción y protección de los derechos de los pueblos indígenas, iniciado con la primera reunión del Grupo de Trabajo sobre Poblaciones Indígenas en 1982. Este grupo fue fundamental para la creación de la Declaración de las Naciones Unidas sobre los Derechos de los Pueblos Indígenas, que establece un marco universal de derechos y reconoce su importancia cultural, social y política.

## Celebración
Se celebra cada 9 de agosto para conmemorar la reunión inicial del Grupo de Trabajo sobre Poblaciones Indígenas en 1982. La primera celebración fue en 1995, y desde entonces se ha conmemorado anualmente con diversos eventos y actividades para destacar los derechos y las contribuciones de los pueblos indígenas.

## Temas
Resumen de temas en el Departamento de Asuntos Económicos y Sociales Inclusión Social
- 1995-2004: Tema de la década: Indigenous People:  Partnership Inaction,[5]
- 2005-2014: Tema de la segunda década: Partnership for Action and Dignity,[5][6][7]
- 2007: Honoring Indigenous Youth and Languages,[8]
- 2008: Conciliation and Reconciliation between States and Indigenous Peoples,[9] ('Conciliación y reconciliación entre los estados y los pueblos indígenas')
- 2009: Indigenous Peoples and HIV/AIDS,[10] ('Pueblos indígenas y VIH/sida')
- 2010: Celebrating Indigenous Film Making,[11] ('Celebrando la realización cinematográfica indígena')
- 2011: Indigenous designs: celebrating stories and cultures, crafting our own future,[12] ('Diseños indígenas: celebrando historias y culturas, forjando nuestro propio futuro')
- 2012: Indigenous Media, Empowering Indigenous Voices,[13] ('Medios indígenas, empoderando voces indígenas')
- 2013: Sin tema[14]
- 2014: Bridging the gap: implementing the rights of indigenous peoples,[15][16]  ('Cerrando la brecha: implementando los derechos de los pueblos indígenas')
- 2015: Ensuring indigenous peoples’ health and well-being,[17] ('Asegurando la salud y el bienestar de los pueblos indígenas')
- 2016: Indigenous Peoples' Right to Education,[18] ('Derecho a la educación de los pueblos indígenas')
- 2017: Tenth Anniversary of the adoption of the United Nations Declaration on the Rights of Indigenous Peoples (UNDRIP),[19] ('Décimo aniversario de la adopción de la Declaración de las Naciones Unidas sobre los Derechos de los Pueblos Indígenas (DNUDPI)')
- 2018: Indigenous peoples’ migration and movement,[20] ('Migración y movimiento de los pueblos indígenas')
- 2019: Indigenous Languages,[21] ('Lenguas Indígenas')
- 2020: COVID-19 and indigenous peoples’ resilience,[22] ('COVID-19 y la resiliencia de los pueblos indígenas')
- 2021: Leaving no one behind: Indigenous peoples and the call for a new social contract,[23] ('No dejar a nadie atrás: los pueblos indígenas y el llamado a un nuevo contrato social')
- 2022: The Role of Indigenous Women in the Preservation and Transmission of Traditional Knowledge,[24] ('El papel de las mujeres indígenas en la preservación y transmisión del conocimiento tradicional')
- 2023: Indigenous Youth as Agents of Change for Self-determination,[25] ('Juventud Indígena, agente de cambio hacia la autodeterminación')
- 2024: Protecting the rights of Indigenous Peoples in Voluntary Isolation and Initial Contact,[26] ('Protegiendo los derechos de los pueblos indígenas en aislamiento voluntario y contacto inicial')